# Atatürkstatue (Mersin)

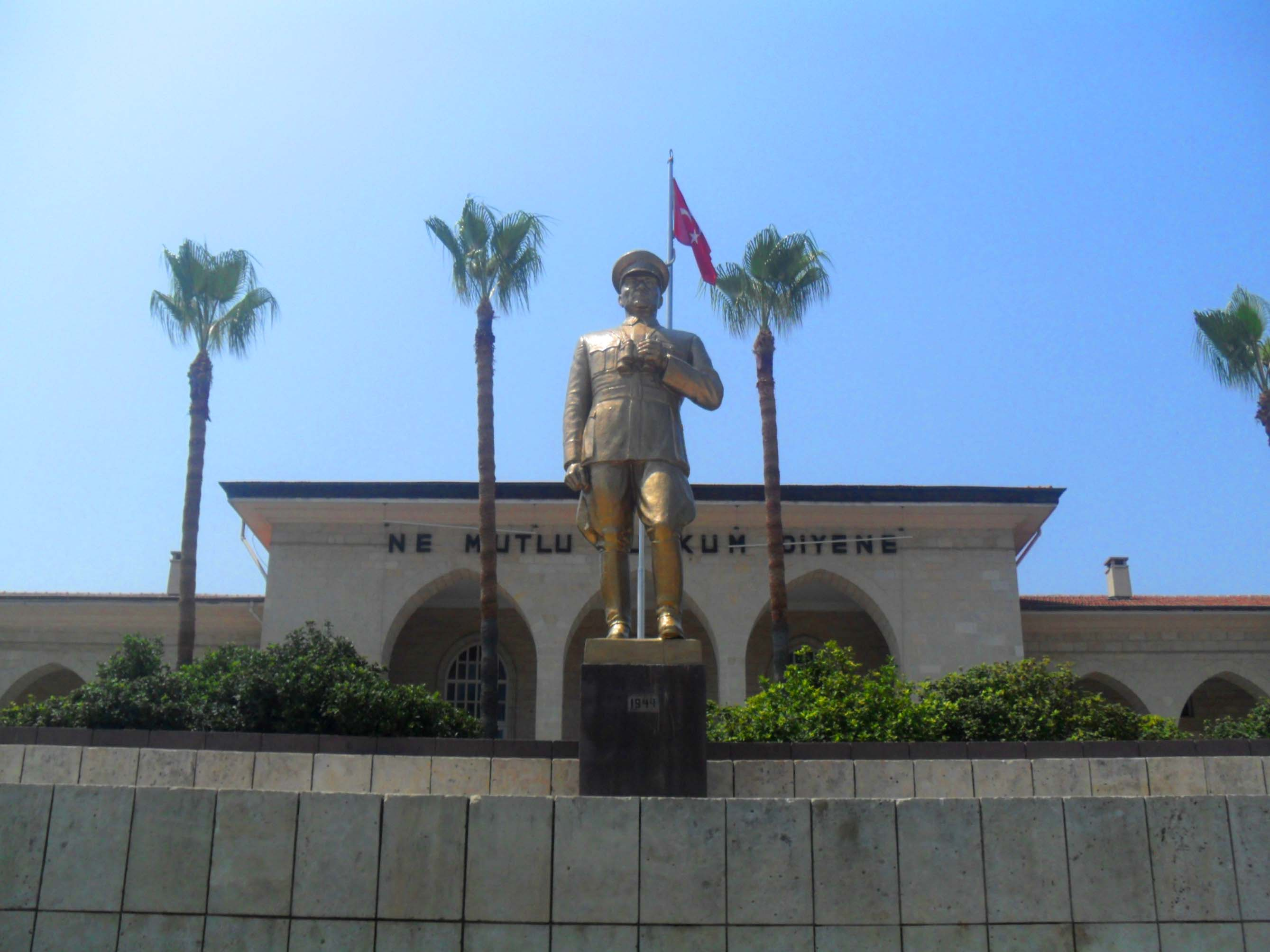
Das Atatürk-Denkmal heute

Das Atatürk-Denkmal (türkisch Mersin Atatürk Anıtı) ist eine Bronzestatue in der südtürkischen Küstenstadt Mersin, die den Staatsgründer der Türkei, Mustafa Kemal Atatürk abbildet. Das Monument befindet sich am ″Platz der Republik″ (Cumhuriyet Meydanı) direkt vor dem Halkevi von Mersin. Die Ismet-Inönü-Straße befindet sich südwestlich. Bis in die 1960er Jahre befand sich das Atatürk-Denkmal an der Mittelmeerküste, seit dem Ausbau des Hafens von Mersin ist es 250 Meter vom Meer entfernt.
Tevfik Sırrı Gür, von 1943 bis 1947 Gouverneur der Provinz Icel, wie Mersin damals hieß, ließ das Atatürk-Denkmal errichten. Es wurde am 23. April 1944, dem 24. Jahrestag der Gründung des Türkischen Parlaments eingeweiht. Der Entwurf für die Statue stammt vom türkischen Professor für Bildhauerei Kenan Yontunç, der schon mehrere Atatürk-Denkmäler entworfen hatte.
Das Denkmal besteht aus einem Marmorpodium und einer Bronzestatue von Mustafâ Kemâl Pascha in Militäruniform. Die Höhe der Statue beträgt 3,3 Meter.